# Ouverture supérieure du thorax
L'ouverture supérieure du thorax (ou défilé cervicothoracique ou orifice supérieur du thorax ou orifice d’entrée du thorax ou circonférence supérieure du thorax ou sommet du thorax ou orifice thoracique supérieur ou ouverture crâniale du thorax) est l'ouverture au sommet de la cavité thoracique permettant le passage des organes et des vaisseaux entre la cage thoracique, la zone cervicale et les membres supérieurs.
C'est l’ouverture inférieure du défilé cervicothoracobrachial. Il constitue une limite virtuelle entre le thorax et le cou.

## Structure
La cage thoracique ressemble grossièrement à un tronc conique constitué d'os, de cartilages et de muscles. Elle s'ouvre par deux orifices, supérieur et inférieur. Si l'orifice inférieur est clos par le diaphragme, l'orifice supérieur est lui ouvert et traversé par de nombreux éléments anatomiques importants.
L'orifice supérieur est entièrement entouré d'éléments ostéo-cartilagineux, successivement d'arrière en avant : par le corps de la première vertèbre thoracique (T1), puis la concavité (face interne) de la première côte suivie du premier cartilage costal, puis l'articulation sterno-claviculaire et enfin l'incisure jugulaire du manubrium sternal.
L'ouverture supérieure du thorax est un orifice elliptique osseux rigide. Vu de dessus elle a la forme d'un cœur de carte à jouer (cordiforme) et a un plan général dirigé vers le bas et l'avant principalement dû à l'inclinaison de la première côte inclinée en moyenne de 45° sur l'horizontale. Son diamètre est de 5 cm d'avant en arrière (plan sagittal) et de 10 cm de gauche à droite (plan transversal).
Chez l'adulte elle mesure environ 6,5 cm d'avant en arrière  et 11 cm transversalement.

### Rapports
Au-dessus de l'ouverture supérieure du thorax se trouve la racine du cou et le médiastin supérieur.
Au dessus et latéralement dans le défilé cervicothoracobrachial se trouve le plexus brachial. Il est placé entre les muscles scalènes antérieur et moyen, au-dessus de la première côte, et passe obliquement et en bas, sous la clavicule, dans l'épaule puis dans le bras.

## Rôle
L'orifice supérieur du thorax livre le passage à de nombreux éléments anatomiques vitaux. Éléments descendants de la tête comme les viscères du cou (trachée et œsophage contenus dans la gaine viscérale du cou) et le plexus brachial, le nerf phrénique, le nerf vague. Éléments montant du thorax comme les troncs vasculaires à destination du cerveau, de la face et des bras. Éléments remontant comme le nerf récurrent lui même issu du vague. Enfin il surplombe le dôme pleural et se trouve 2 à 3 cm en dessous du corps thyroïde.
Il permet le passage des structures suivantes :
- la trachée
- l'œsophage
- le conduit thoracique
- les sommets des poumons
- des nerfs :
  - le nerf phrénique
  - le nerf vague
  - les nerfs laryngés récurrents
  - les troncs sympathiques
- des vaisseaux sanguins :
  - des artères
    - les artères carotides communes gauche et droite
    - l'artère subclavière gauche.

  - des veines
    - les veines jugulaires internes
    - les veines brachiocéphaliques
    - les veines sous-clavières
- des ganglions lymphatiques et des vaisseaux lymphatiques

Cette liste n'est pas exhaustive. Il y a plusieurs autres vaisseaux et nerfs mineurs qui transitent par cet orifice. Une glande thyroïde anormalement grande peut s'étendre vers le bas à travers l'ouverture supérieure du thorax dans le médiastin supérieur.
L'œsophage repose contre le corps de la vertèbre T1, séparé de celle-ci par la lame prévertébrale du fascia cervical, et la trachée se trouve devant l'œsophage.
Les sommets des poumons se trouvent de chaque côté de l'œsophage et de la trachée. Ils en sont séparés par les autres vaisseaux et nerfs énumérés ci-dessus. Ils s'étendent légèrement au-dessus du niveau supérieur de l'ouverture supérieure du thorax.

## Aspect clinique
Une atteinte du plexus brachial dans la région des scalènes, des côtes et des clavicules est responsable du syndrome du défilé thoracobrachial.

### Anomalies structurelles
L'évolution des espèces, marquée chez l'humain par le passage à la station debout, a engendré une profonde évolution de la conformation de la ceinture scapulaire permettant de rejeter les bras de côté.
Ainsi progressivement la colonne vertébrale cervicale a vu disparaître les côtes cervicales du haut vers le bas, puis la ceinture scapulaire s'est abaissée et décalée vers le dos et le diamètre thoracique s'est agrandi dans l'axe transversal. Mais ces évolutions sont incomplètes, ainsi les structures vasculaires et nerveuses qui traversent l'orifice supérieur du thorax ne se sont qu'imparfaitement adaptées à ce repositionnement général ce qui entraîne une symptomatologie spécifique de la région. De plus des anomalies anatomiques congénitales comme la persistance d'une côte cervicale (côte surnuméraire) sont facteurs de pincements générant le syndrome de compression du défilé thoraco-brachial.

### Pathologies liées
La richesse anatomique de l'orifice supérieur et les limites évolutives propres à l'être humain engendrent une pathologie diversifiée cervicale, pleuro-pulmonaire, vasculaire et supra-cardiaque.
Les aspects évolutifs susmentionnés engendrent une hiérarchie dans l'ensemble des symptômes et il faut faire la part des manifestations nerveuses ou vasculaires engendrées par des mouvements à la limite du physiologique (douleurs apparaissant lorsqu'on maintient "longtemps" les bras en position levée au dessus de la tête, ou en "position du serment", etc.) des véritables syndromes ayant pour cause soit une variation anthropologique de la ceinture scapulaire ou de la colonne vertébrale cervicale, soit un élément anatomique surajouté disposé aux confins de ces régions.
Ainsi le syndrome de compression du défilé thoraco-brachial résulte de la compression des structures vasculo-nerveuses au niveau du défilé thoraco-brachial. Les tumeurs du sommet du poumon peuvent s'exprimer par des compressions au niveau de l'orifice supérieur. Les goitres de la thyroïde peuvent plonger au travers de l'orifice supérieur du thorax. Des tumeurs mésothéliales, des ganglions malins sur des chaînes cervico-médiastinales ou des affections du thymus peuvent encombrer l'orifice supérieur du thorax.